# Hoist The Flag
Hoist The Flag (1968-1980) est un cheval de course américain. Phénomène à 2 ans, il se blessa à la veille d'une Triple Couronne qui lui semblait promise. 

## Carrière de courses
Hoist The Flag, acquis yearling pour $ 37 000, débute en septembre 1970 à New York sous la selle du jockey français Jean Cruguet et pour l'entraînement de Sidney Watters, Jr. Des débuts qui ne passent pas inaperçus, d'autant que le poulain confirme deux semaines plus tard. Troisième course en trois semaines, et troisième victoire, cette fois dans les Cowdin Stakes, qui rassemble certains des meilleurs poulains new yorkais. Et dix jours plus tard, nouvelle victoire éclatante, cette fois dans les Champagne Stakes, l'une des plus prestigieuses épreuves du pays. Victoire ou presque : coupable d'avoir gêné un adversaire au départ, Hoist The Flag est rétrogradé à la deuxième place au profit de Limit to Reason, qu'il avait facilement dominé lors de leur précédente rencontre. 
Qu'à cela ne tienne. Convaincus par son talent, les turfistes américains élisent Hoist The Flag meilleur 2 ans de l'année. Son style éblouissant le place en tête de tous les handicaps et de tous les livres de paris. Les plus grands espoirs sont nés : on tient assurément là un phénomène capable d'inscrire son nom au palmarès de la Triple Couronne, la série classique Kentucky Derby-Preakness Stakes-Belmont Stakes. Enfin, car depuis le grand Citation 23 ans plus tôt, aucun poulain n'y est parvenu. Et le public reste sur l'amertume causée cinq ans plus tôt, en 1966, par la double défection de Buckpasser et du prodige Graustark, deux poulains dont on attendait monts et merveilles et qui ont dû renoncer sur blessure à leur printemps classique. En 1971, Hoist The Flag ne va pas décevoir ces attentes. Pour sa rentrée, en mars, il livre une performance surréaliste, s'imposant de 15 longueurs dans une allowance (une course à conditions) disputée à Bowie, dans le Maryland, avec à la clé un chrono décoiffant. Les amateurs de courses n'ont pas le temps de se pâmer que le poulain remet ça une semaine plus tard dans une préparatoire au Kentucky Derby, et par 7 longueurs cette fois, devant d'autres prétendants à la Triple Couronne qui ont déjà ravaler leurs ambitions. Il en profite pour battre le record de la piste. 
Le 30 mars, Hoist The Flag est à Belmont Park pour disputer les Gotham Stakes. On se délecte à l'avance d'une nouvelle démonstration du prodige. Il n'y en aura pas. À l'échauffement, le poulain se brise le postérieur droit en deux endroits, le paturon et le boulet. Après Graustark, c'est bis repetita : Hoist The Flag restera une étoile filante. C'en est donc fini des rêves, mais Il s'agit maintenant de sauver la vie du cheval. Hoist The Flag est opéré, il subit des greffes osseuses, on lui pose des vis, des plaques et même un modèle expérimental de plâtre en fibre de verre. Il vivra. 
Jean Cruguet, son jockey, remportera la Triple Couronne six ans plus tard avec l'immense champion Seattle Slew. Pourtant, il dira que Hoist The Flag reste le meilleur cheval qu'il ait jamais monté. Meilleur encore selon lui que Secretariat, la référence absolue,. Mais ça, on ne le saura jamais.  

### Résumé de carrière
| Date         | Hippodrome   | Pays        | Course                | Distance    | Jockey      | Place               | Écart       | Vainqueur ou deuxième |
| 1970, 2 ans  | 1970, 2 ans  | 1970, 2 ans | 1970, 2 ans           | 1970, 2 ans | 1970, 2 ans | 1970, 2 ans         | 1970, 2 ans | 1970, 2 ans           |
| ------------ | ------------ | ----------- | --------------------- | ----------- | ----------- | ------------------- | ----------- | --------------------- |
| 11 septembre | Belmont Park | États-Unis  | Maiden Special Weight | 1 200 m     | J. Cruguet  | 1er / 11            | 2 ½         | Ogontz                |
| 23 septembre | Belmont Park | États-Unis  | Allowance             | 1 300 m     | J. Cruguet  | 1er / 9             | 5           | Bold Skipper          |
| 1er octobre  | Belmont Park | États-Unis  | Cowdin Stakes         | 1 400 m     | J. Cruguet  | 1er / 12            | 1 ¾         | Limit to Reason       |
| 10 octobre   | Belmont Park | États-Unis  | Champagne Stakes      | 1 600 m     | J. Cruguet  | 2e / 10 (1er rétr.) | (2 ¾)       | (Limit to Reason)     |
| 1971, 3 ans  |              |             |                       |             |             |                     |             |                       |
| 12 mars      | Bowie        | États-Unis  | Allowance             | 1 200 m     | J. Cruguet  | 1er / 5             | 15          | To The Man            |
| 20 mars      | Aqueduct     | États-Unis  | Bay Shore Stakes      | 1 400 m     | J. Cruguet  | 1er / 9             | 7           | Droll Role            |

## Au haras
À l'issue de sa convalescence, Hoist The Flag devient étalon au grand haras de Claiborne Farm à Paris, Kentucky. Il s'y révèle un très bon reproducteur, avec bien sûr le champion Alleged, double vainqueur du Prix de l'Arc de Triomphe, en figure de proue de sa production. Mais c'est peut-être en tant que père de mères que son influence est la plus grande, lui qui fut sacré tête de liste des pères de mères en Amérique du Nord en 1987. Ainsi ses filles ont donné la championne Personal Ensign, membre du Hall of Fame et invaincue en 13 courses, Broad Brush (Wood Memorial Stakes, Santa Anita Handicap, 3e du Kentucky Derby et des Preakness Stakes, et tête de liste des étalons en 1994), ou encore Cryptoclearance (Florida Derby, et une multitude d'accessits : Belmont Stakes, Preakness Stakes, Travers Stakes, Jockey Club Gold Cup...). Et bien sûr Coup de Folie, l'une des plus grandes poulinières de l'histoire.
Hoist the Flag est mort prématurément, en 1980. Il est enterré à Claiborne Farm.

## Origines
Hoist The Flag est un fils de Tom Rolfe, un fils du grand Ribot élu meilleur 3 ans américain en 1965 (notamment grâce à sa victoire dans les Preakness Stakes), et qui avait tenté l'aventure dans le Prix de l'Arc de Triomphe de Sea Bird, terminant sixième. Officiant lui aussi à Claiborne Farm, il y fit une belle carrière, montrant lui aussi des aptitudes de père de mères. Wavy Navy, la mère, est une fille du grand War Admiral, qui avait donné cinq ans avant Hoist The Flag le bon Deck Hand, qui s'est signalé sur le circuit des gros handicaps. Il s'agit d'une jument d'origine française et d'une lignée maternelle provenant de l'élevage de Jean Prat, puisque sa mère, Triomphe, a été importée aux États-Unis en 1951. 

### Pedigree
| Origines de Hoist The Flag (USA), mâle bai né en 1968 | Origines de Hoist The Flag (USA), mâle bai né en 1968 | Origines de Hoist The Flag (USA), mâle bai né en 1968 | Origines de Hoist The Flag (USA), mâle bai né en 1968 |
| ----------------------------------------------------- | ----------------------------------------------------- | ----------------------------------------------------- | ----------------------------------------------------- |
| Père Tom Rolfe                                        | Ribot                                                 | Tenerani                                              | Bellini                                               |
| Père Tom Rolfe                                        | Ribot                                                 | Tenerani                                              | Tofanella                                             |
| Père Tom Rolfe                                        | Ribot                                                 | Romanella                                             | El Greco                                              |
| Père Tom Rolfe                                        | Ribot                                                 | Romanella                                             | Barbara Burrini                                       |
| Père Tom Rolfe                                        | Pocahontas                                            | Roman                                                 | Sir Gallahad                                          |
| Père Tom Rolfe                                        | Pocahontas                                            | Roman                                                 | Buckup                                                |
| Père Tom Rolfe                                        | Pocahontas                                            | How                                                   | Princequillo                                          |
| Père Tom Rolfe                                        | Pocahontas                                            | How                                                   | The Squaw                                             |
| Mère Wavy Navy                                        | War Admiral                                           | Man o'War                                             | Fair Play                                             |
| Mère Wavy Navy                                        | War Admiral                                           | Man o'War                                             | Mahubah                                               |
| Mère Wavy Navy                                        | War Admiral                                           | Brushup                                               | Sweep                                                 |
| Mère Wavy Navy                                        | War Admiral                                           | Brushup                                               | Annette K.                                            |
| Mère Wavy Navy                                        | Triomphe                                              | Tourbillon                                            | Ksar                                                  |
| Mère Wavy Navy                                        | Triomphe                                              | Tourbillon                                            | Durban                                                |
| Mère Wavy Navy                                        | Triomphe                                              | Melibee                                               | Firdaussi                                             |
| Mère Wavy Navy                                        | Triomphe                                              | Melibee                                               | Metairie (famille 5-i)                                |